# جيمس ماكسويل (لاعب كرة قدم)
جيمس ماكسويل (بالإنجليزية: James Maxwell)‏ هو لاعب كرة قدم بريطاني، ولد في 9 ديسمبر 2001.